# Orectognathus alligator
Orectognathus alligator är en myrart som beskrevs av Taylor 1980. Orectognathus alligator ingår i släktet Orectognathus och familjen myror. Inga underarter finns listade i Catalogue of Life.